# Стадион Метрополитано Роберто Мелендез
Стадион Метрополитано Роберто Мелендез (шп. Estadio Metropolitano Roberto Meléndez), општепознат под именом стадион Метрополитано и Ел Метро, је вишенаменски фудбалски стадион за више седишта у Баранкиљи, Колумбија. 
То је домаћи стадион локалног фудбалског тима Атлетико хуниор. Саграђен је са капацитетом од 46.692 за потребе конкурисања за  предстојеће Светско првенство у фудбалу 1986. Стадион је свечано отворен те године утакмицом између Уругваја и Хуниора, коју су Уругвајци добили резултатом 2:1. То је други по величини стадион у Колумбији. Први званични назив стадиона био је Естадио Метрополитано, који је промењен око 1991. године у част колумбијског фудбалера Роберта Мелендеза. Ово је званични стадион фудбалске репрезентације Колумбије.